# Іштиханський район
Іштиханський район (узб. Ishtixon tumani, Иштихон тумани) — адміністративний район розташований у Самаркандській області Узбекистану. Площа району складає 720 км², населення станом на 2013 рік 218 400 чол. До складу району входить 1 місто, 12 селищ та 9 сільських сходів. Адміністративний центр району – місто Іштихан.

## Транспорт
Найближчий аеропорт Самарканд. Адміністрнативний центр району місто Іштихан розташовано приблизно за 25 км від станції Каттакурган на залізничній лінії, яка поєднує міста Самарканд та Навої.

## Економіка
У районі розвивається садівництво.

## Адміністративний поділ
- Місто:
  - Іштихан
- Селища:
  - Митан
  - Азамат
  - Дамарик
  - Бахрин
  - Киркйигит
  - Одип
  - Сугот
  - Халкабад
  - Шайхислом
  - Шейхлар
  - Янгикент
  - Янгиработ
- Села:
  - Азамат
  - Зарбанд
  - Курли
  - Чардара
  - Рават
  - Уртакишлак
  - Хакитат
  - Халкабад
  - Файзиабад